# Stratiomys laetimaculata
Stratiomys laetimaculata är en tvåvingeart som först beskrevs av Ouchi 1938.  Stratiomys laetimaculata ingår i släktet Stratiomys och familjen vapenflugor. Inga underarter finns listade i Catalogue of Life.